# Fujii Heigo

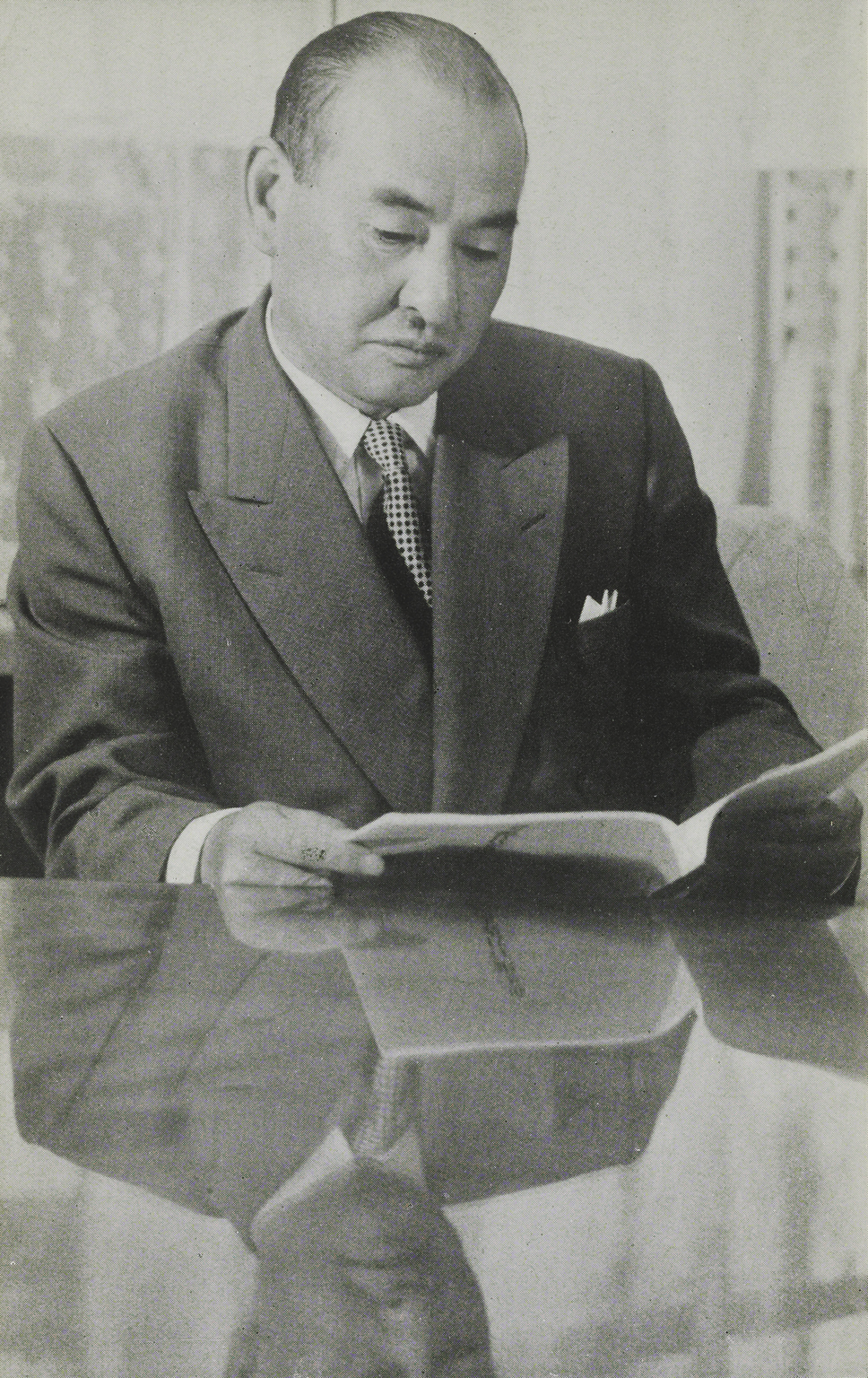
Fujii Heigo

Fujii Heigo (japanisch 藤井 丙午; geboren 23. Februar 1906 in Shirakawa (白川町) im Landkreis Kamo (加茂郡) der Präfektur Gifu; gestorben 14. Dezember 1980) war ein japanischer Unternehmer und Politiker.

## Leben und Wirken
Fujii Heigo machte 1931 seinen Studienabschluss im Fach Politik und Wirtschaftswissenschaften an der Waseda-Universität und arbeitete dann als Journalist für die Zeitung Asahi Shimbun. 1937 trat er in die Firma Nippon Steel (日本製鉄 Nippon Seitetsu) ein und zwar als Sekretär des Chefs Hirao Hachisaburō (平尾 八三郎; 1866–1945).
Nach dem Zweiten Weltkrieg setzte Fujii sich für die Gründung der „Japan Association of Corporate Executives“ (経済同友会, Keizai dōyū-kai) ein. Als der Stahlkonzern in zwei Unternehmen, Yawata Steel und Fuji Steel, aufgeteilt wurde, blieb er bei Yawata und wurde 1962 Vizepräsident. Er war daneben Mitglied der „Nationalen Kommission für Öffentliche Sicherheit“ und stellvertretender Vorsitzender des „Japan Committee for Economic Development“.
Als Yawata Steel und Fuji Steel sich 1970 wieder zur neuen Nippon Steel (新日本製鐵, Shin Nippon Seitetsu) zusammenschlossen, wurde Fujii Vizepräsident. 1974 wurde er für die Liberaldemokratische Partei ins Oberhaus des Parlaments gewählt.
Weil Fujii so gut zwischen der Wirtschafts- und der Regierungswelt vermitteln konnte, wurde er Saikai seiji buchō (財界政治部長), etwa „Abteilungsleiter für Wirtschaft & Regierung“ genannt.